# Ayida-Weddo

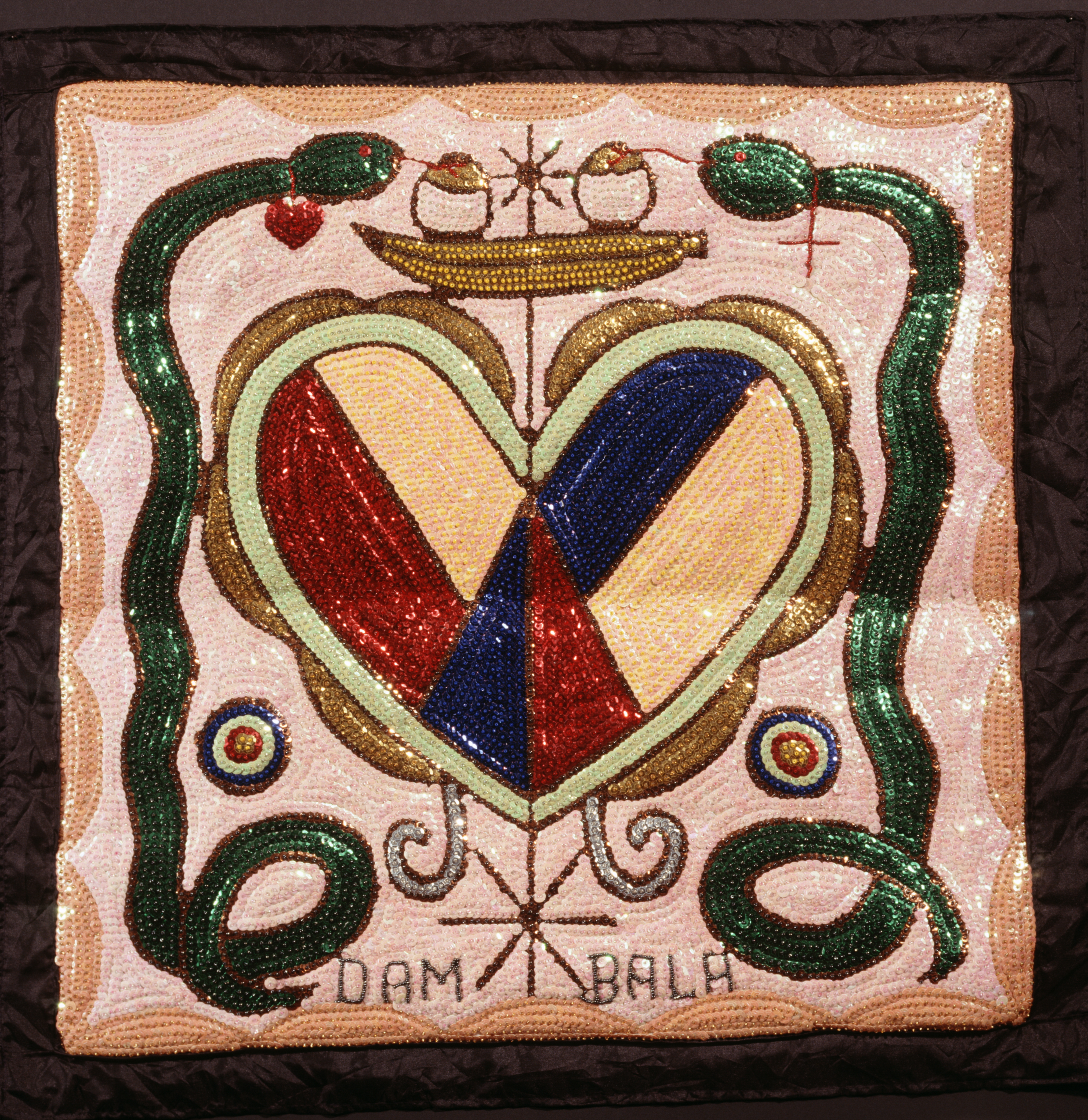
Bandera cerimonial amb Ayida-Weddo (la serp femenina) i Damballah (la serp masculina)

Ayida-Weddo és una loa de la fertilitat, de l'arc de Sant Martí, del vent, l'aigua, el foc, i les serps en el vodú, especialment a Benín i Haití. Ayida-Weddo és coneguda com "La serp de l'Arc de sant Martí". Variants del seu nom inclouen Aida-Weddo, Ayida-Wedo, Aido Quedo, i Aido Hwedo.

## Família
Ayida-Weddo és membre de la família Rada i deriva de la loa racine (francès antic). Es troba casada amb Damballah-Wedo, el Déu de Cel que és també un loa de creació. Comparteix el seu marit amb la concubina d'aquest, Erzulie Freda.

## Símbols i ofrenes
Els símbols d'Ayida-Weddo els símbols són l'arc de Sant Martí i el paquet congo blanc. Els seus colors cerimonials són el blanc i el blau. Entre les ofrenes apropiades es troben les gallines blanques, els ous blancs, l'arròs i la llet. La seva planta favorita és cotó.

## Funció i presentació
El poble Fon de Benín creu que la serp de l'arc de Sant Martí, Ayida-Weddo, fou creada per Nana Buluku, per a que l'ajudés a aguantar els cels. La criatura tenia una doble personalitat, de manera que la part vermella de l'arc era masculina mentre que la blava era femenina. És retratada com una serp verda i prima. Com Damballah, viu en el cel així com dins tots els arbres, primaveres, llacs, i rius. En algunes mitologies de l'Àfrica occidental, Mawu el creador va enviar des del cel Adanhu i Yewa amb la serp de l'arc de Sant Martí Ayida-Weddo.
"En el començament hi havia una vasta serp, el cos de la qual es trobava format per milers d'anells davall la terra, protegint-la de la caiguda en la mar abismal. Llavors, la titànica serp començà a moure's i, amb la seva forma colossal, recobrí el cel. Dispersà els estels pel firmament i va fer caure la seva carn de les ferides obertes per les muntanyes per crear els rius. Disparà trons a la terra per a crear les pedres del tro sagrades. Del seu nucli més profund va alliberar les aigües sagrades per omplir la terra amb vida. Amb les primeres pluges, un arc de Sant Martí, Ayida Wedo, creuà el cel i Danbala la prengué com la seva esposa. El nèctar espiritual que crearen es reprodueix en tots els homes i dones com a llet i semen. La serp i l'arc de Sant Martí ensenyaren a la humanitat el llaç entre la sang i la vida, entre la menstruació i el naixement i el sagrament vodú definitiu del sacrifici de sang." 
Es troba sincretitzada amb la figura catòlica de La Immaculada Concepció.